# Tania Bruna-Rosso
Tania Bruna-Rosso est une animatrice de radio et de télévision et DJ française née le 29 janvier 1978. Elle est spécialisée dans la musique.

## Biographie
Elle commence sur Radio Nova dans l'émission Work in Progress après avoir rencontré Jean-François Bizot.
En 2001, elle forme avec Cécile Togni, Bénédicte Froidure et Jessica Bossuyt le quatuor, puis le trio de DJs Les Putafranges.
En 2005, Tania quitte la radio pour la télévision et rejoint Canal+ en qualité de journaliste-chroniqueuse dans l'émission Le Grand Journal, présentée par Michel Denisot. Toujours à la télévision, en 2006, elle anime avec Ray Cokes l'émission En direct de... sur France 4.
En 2009, elle fait son retour à la radio sur Le Mouv' où elle anime une session musicale les vendredis et samedis soirs.
En 2010, elle participe vocalement à l'album Venom in the Grass du groupe Grand Popo Football Club, formé par Ariel Wizman et Nicolas Errèra.
En 2011, elle quitte Le Grand Journal.
En 2012, elle crée une marque de maroquinerie haut de gamme intitulée Grande Armée.
Entre 2014 et 2020, elle dirige deux entreprises de restauration : de 2014 à 2016,  « Bongo » à Marseille, puis à partir de 2020, « Hot Plates ! » à Paris.
À partir du 16 avril 2021, elle co-anime le magazine M comme Maison sur C8 avec Stéphane Thébaut arrêtée en 2022, faute d'audience.

## Publications
- 50 ans  de looks rebelles, coécrit avec Marc-Alexandre Millanvoye, Scali, 2004[7]  (ISBN 978-2-35012-000-3)
- Les 69 tribus du rock, coécrit avec Marc-Alexandre Millanvoye, Scali, 2006[7]  (ISBN 978-2-35012-076-8)